# Enicospilus bres
Enicospilus bres là một loài tò vò trong họ Ichneumonidae.